# Wretch 32
Jermaine Scott Sinclair, bättre känd under sitt artistnamn Wretch 32, född 9 mars 1985 i Tottenham i London, är en brittisk rappare, sångare och låtskrivare. Han var tidigare medlem i kollektivet "Combination Chain Gang" innan han bildade The Movement tillsammans med Scorcher, Ghetts och Mercston.